# Jhalrapatan
Jhalrapatan (o Jhalara Patan, Jhalrapatna City, Jhalrapatan Chhroni, Jhalrapatan City, Patan) è una suddivisione dell'India, classificata come municipality, di 30.112 abitanti, situata nel distretto di Jhalawar, nello stato federato del Rajasthan. In base al numero di abitanti la città rientra nella classe III (da 20.000 a 49.999 persone).

## Geografia fisica
La città è situata a 24° 33' 0 N e 76° 10' 0 E e ha un'altitudine di 316 m s.l.m..

## Società

### Evoluzione demografica
Al censimento del 2001 la popolazione di Jhalrapatan assommava a 30.112 persone, delle quali 15.743 maschi e 14.369 femmine. I bambini di età inferiore o uguale ai sei anni assommavano a 4.683, dei quali 2.516 maschi e 2.167 femmine. Infine, coloro che erano in grado di saper almeno leggere e scrivere erano 20.709, dei quali 12.057 maschi e 8.652 femmine.